# Moderatørlampe
En moderatørlampe (efter fr. lampe à modérateur) er en (olie) lampetype med en konstruktionsvariant på basis af Carcellampen patenteret af pariseren Jean-Baptiste Franchot i 1824, hvori olietilførelsen modereres. Den mekaniske pumpe erstattedes med et stempel, som via et fjerder satte væskebeholderen under tryk. Desuden indførte han en nåleventil til at regulere tilførslen af den brændbare væske.
Herhjemme anvendte man i fyr moderatørlamper med op til 6 væger, hvoraf den yderste havde en diameter på 120 mm. Gennem næste et helt århundrede var lamper af moderatørtypen de foretrukne til fyrbelysning. Afløseren kom med glødenetsbrænderen.

## Eksempler
- Det sidste fyr med moderatørlampe var Hirsholm Fyr.[2]
- Den oprindelige Heiberglampe er et eksempel på en bordlampe af moderatørtypen.

## Fodnoter
1. ↑  "http://www.geopedia.fr/lampes-huile-2.htm". Arkiveret fra originalen 3. oktober 2010. Hentet 13. september 2010. {{cite web}}: Ekstern henvisning i |title= (hjælp)
2. 1 2  Fyrtårne – ordforklaring